# SONAPOST
SONAPOST (укр. СОНАПОСТ) — національний оператор поштового зв'язку Буркіна-Фасо зі штаб-квартирою в Уагадугу. Є публічною компанією. Член Всесвітнього поштового союзу.